# Troglosiro aelleni
Espèce
Troglosiro aelleni est une espèce d'opilions cyphophthalmes de la famille des Troglosironidae.

## Distribution
Cette espèce est endémique de Nouvelle-Calédonie. Elle se rencontre à Poya dans la grotte de Ninrin-Reu.

## Description
Le mâle holotype mesure 2,53 mm.

## Étymologie
Cette espèce est nommée en l'honneur de Villy Aellen.

## Publication originale
- Juberthie, 1979 : « Un cyphophthalme nouveau d'une grotte de Nouvelle-Calédonie: Troglosiro aelleni n. gen., n. sp. (Opilion Sironinae). » Revue Suisse de Zoologie, vol. 86, no 1, p. 221-231 (texte intégral).